# 猪里脊肉

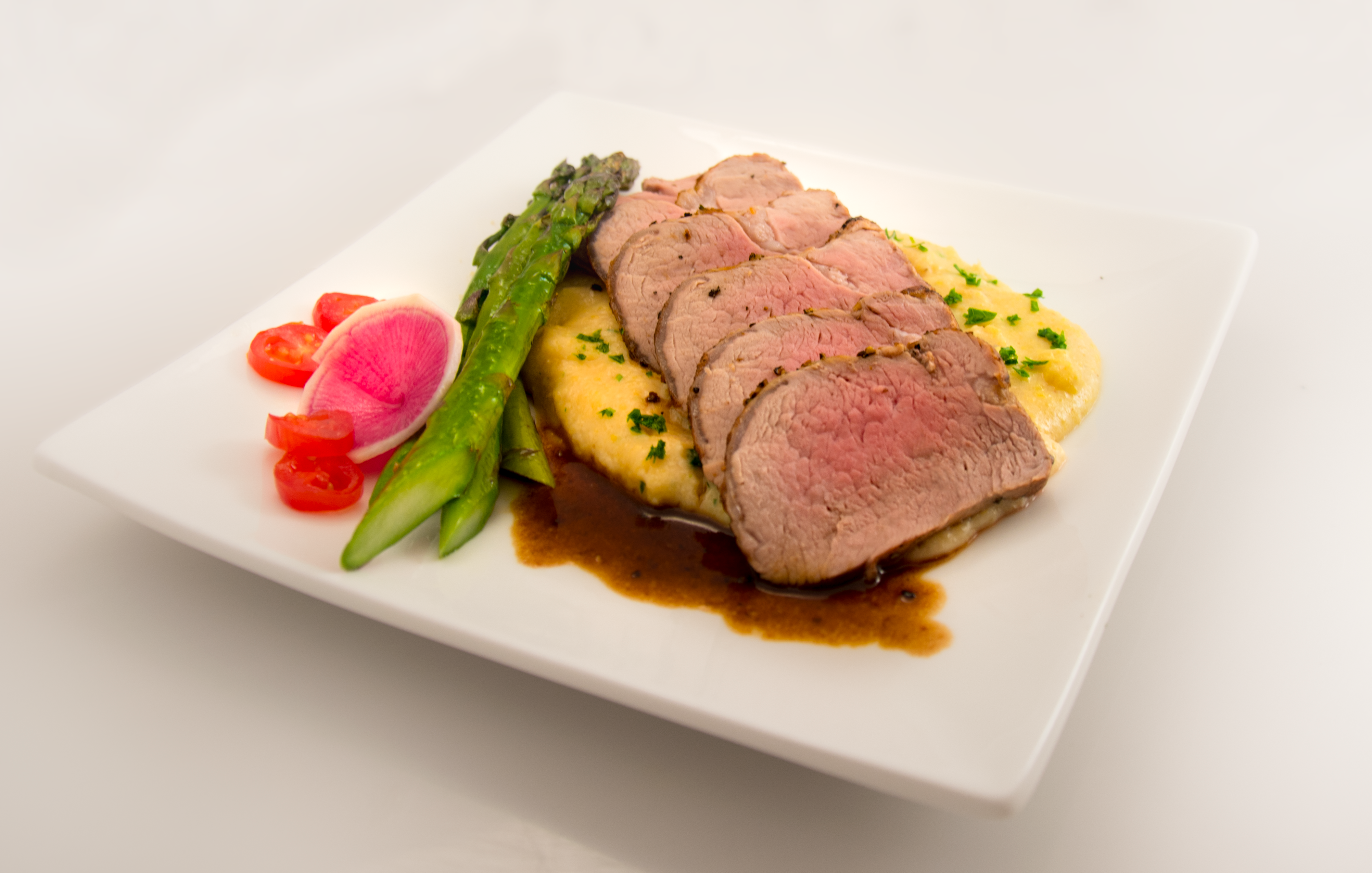
猪里脊肉片

猪里脊肉的位置（标记为“8”）

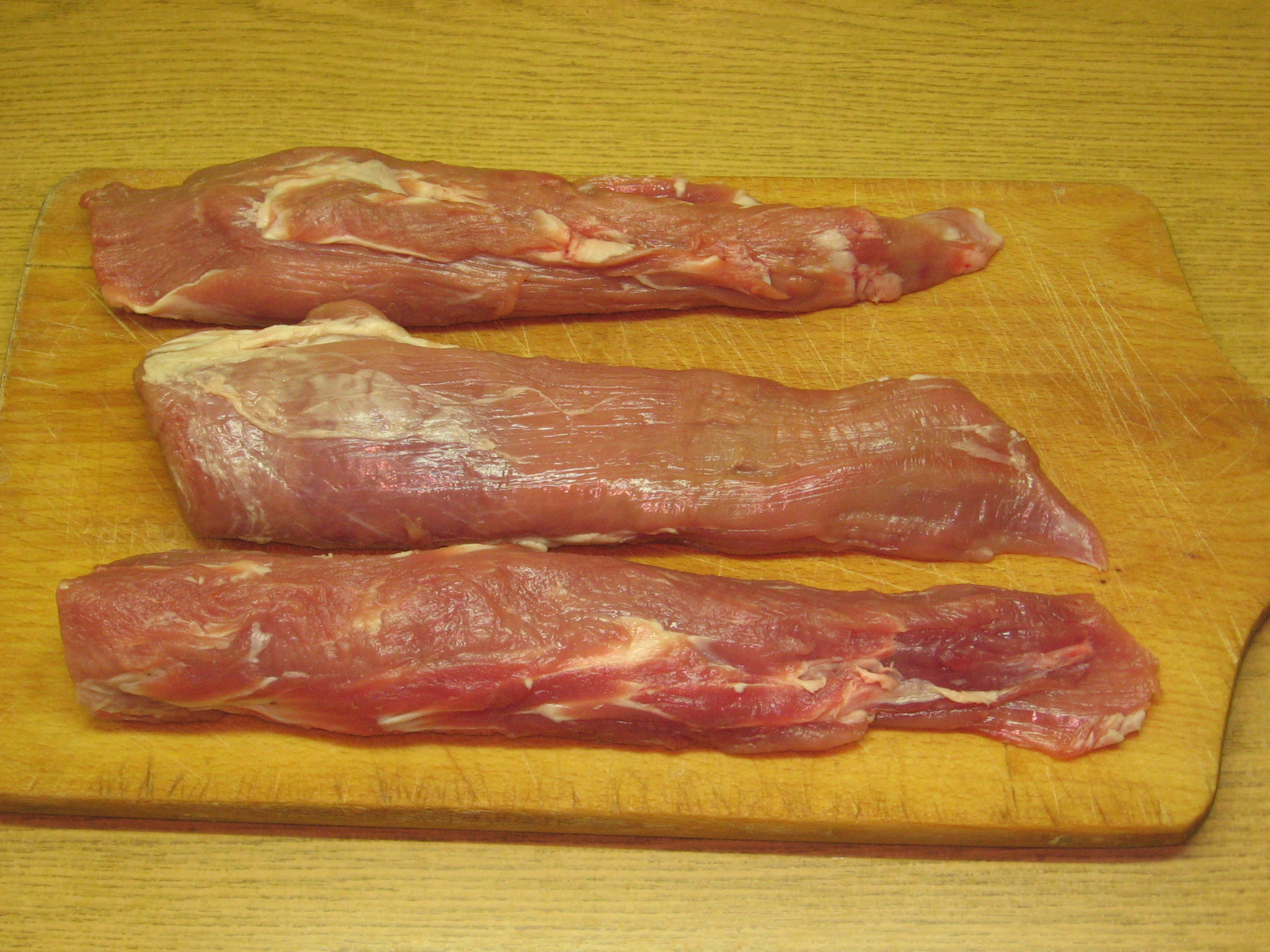
生猪里脊肉

猪里脊肉是一种长而薄的豬肉。与所有四足步行的动物一样，猪里脊肉指的是豬脊柱周圍的腰大肌的那塊肉，这是豬最柔弱的部分。